# تيموثي فرنسيس دونوفان هارون
تيموثي فرنسيس دونوفان هارون (بالإنجليزية: Timothy Francis Donovan Aaron)‏ هو سياسي أمريكي، ولد في 1853، وتوفي في 1929 في جيرسي سيتي في الولايات المتحدة. انتخب عضو جمعية نيوجيرسي العامة.